# Дреновски манастир
Дреновският манастир „Свети Атанасий“ или „Свети Атанас“ (на македонска литературна норма: Дреновски манастир „Свети Атанасиј“, „Свети Атанас“) е православен манастир, разположен северно от прилепското село Дреновци, Северна Македония. Манастирът е под управлението на Преспанско-Пелагонийската епархия на Македонска православна църква.
Манастирът има една-единствена църква – „Свети Атанасий“. Представлява малка и еднокорабна сграда, с полукръгла апсида. Остатъци от живопис има само в олтарната апсида. Според размерите, архитектурата и живописта, църквата е от XVII век.